# Emil Jellinek
Emil Jellinek (conhecido após 1903 como Emil Jellinek-Mercédès; Leipzig, 6 de abril de 1853 – Genebra, 21 de janeiro de 1918) foi um rico empresário automobilístico europeu da Daimler-Motoren-Gesellschaft (DMG), responsável em 1900 por comissionar o primeiro carro 'moderno', o Mercedes 35 hp. Jellinek criou a marca registrada Mercedes em 1902, denominando os carros com o nome de sua filha; a marca registrada se tornou Mercedes-Benz, e atualmente está entre as maiores marcas de automóveis do mundo. Jellinek viveu em Viena, Áustria, mas depois mudou-se para Nice, na Riviera Francesa, onde foi cônsul geral da Áustria-Hungria.

## Início da vida
Jellinek nasceu em Leipzig, Alemanha, filho de Adolf Jellinek (também conhecido como Aaron Jellinek). Seu pai era um conhecido rabino tcheco-húngaro e intelectual no coletivo judeu em torno de Leipzig e Viena. A mãe de Jellinek, Rosalie Bettelheim (nascida em 1832 em Budapeste, falecida em 1892 em Baden, Baixa Áustria), foi uma ativa rebbetzin. Tinha dois irmãos: Max Hermann Jellinek, linguista, e Georg Jellinek, professor de direito internacional. Suas irmãs eram Charlotte e Pauline.
A família mudou-se para Viena logo após o nascimento de Jellinek. Ele achou difícil prestar atenção ao trabalho escolar e abandonou várias escolas, incluindo Sonderhausen. Em 1870, aos 17 anos de idade, seus pais encontraram um trabalho para ele como funcionário de uma empresa ferroviária da Morávia, Rot-Koestelec North-Western. Jellinek trabalhou dois anos nesta empresa antes de ser demitido, quando a gerência descobriu que ele estava organizando corridas de trem tarde da noite.

## O diplomata e o empresário (1872 a 1893)
Em 1872, aos 19 anos, ele se mudou para a França. Lá, através das conexões de seu pai, Schmidl, o cônsul austro-húngaro no Marrocos, solicitou seus serviços, obtendo postos diplomáticos em Tânger e Tetuão sucessivamente. Em Tetuão conheceu Rachel Goggmann Cenrobert, uma senhorita de origem africana, descendente de sefarditas franceses.
Em 1874 foi convocado para o serviço militar em Viena, mas foi declarado inapto. Ele retomou sua carreira diplomática como vice-cônsul austríaco em Oran, Argélia, e também começou a negociar tabaco cultivado na Argélia para a Europa, em parceria com o pai de Rachel.
Também trabalhou como inspetor da companhia de seguros francesa Aigle e viajou para Viena brevemente em 1881, aos 28 anos de idade, para abrir uma de suas filiais. Retornando a Oran, ele finalmente se casou com Rachel e seus dois primeiros filhos, Adolph e Fernand, nasceram lá.

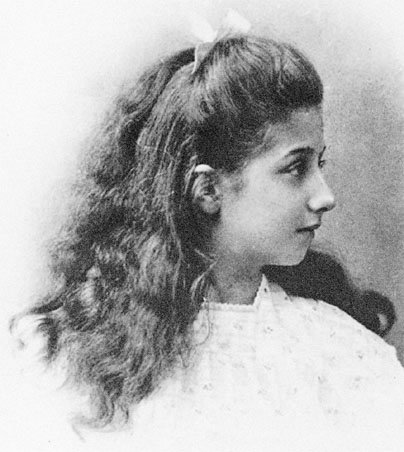
Mercédès Jellinek

Dois anos depois, em 1884, Jellinek ingressou na companhia de seguros em tempo integral e mudou-se com a família para Baden, Baixa Áustria, onde moraram na casa de um comerciante de vinhos chamado Hanni. Sua primeira filha, Mercédès Jellinek, nasceu em Baden em 16 de setembro de 1889; o nome Mercédès significa "favor", "bondade", "misericórdia" ou "perdão" em espanhol. Rachel morreu 4 anos depois e foi enterrada em Nice. Mesmo assim, Jellinek passou a acreditar que o nome Mercedes trouxe boa sorte e chamou assim todas as suas propriedades. Um de seus filhos escreveu: Ele era tão supersticioso quanto os romanos antigos.
Os negócios de seguros e o mercado de ações de Jellinek tornaram-se muito bem-sucedidos, e eles começaram a passar o inverno em Nice na elegante Riviera Francesa, eventualmente se mudando para lá e estabelecendo vínculos com empresários internacionais e a aristocracia local.
Ajudado por sua carreira diplomática, tornou-se cônsul geral da Áustria em Nice e começou a vender automóveis, principalmente de marcas francesas, a aristocratas europeus que passavam férias de inverno na região. Associados ao setor automobilístico estavam Léon Desjoyeaux, de Nice, e C. L. “Charley” Lehmann, de Paris. Ele adquiriu uma grande mansão que ele nomeou Villa Mercedes para administrar o negócio e, em 1897, estava vendendo cerca de 140 carros por ano e começou a chamá-los de Mercedes. O negócio de automóveis já era mais lucrativo do que seu trabalho com seguros.
Foi em Nice que Jellinek ficou encantado com o automóvel, estudando qualquer informação que pudesse reunir sobre ele e comprando sucessivamente: um triciclo De Dion-Bouton, um Léon-Bollée Voiturette, ambos de três rodas, e um Benz de quatro lugares. Jellinek admirava muito o trabalho do designer de automóveis Wilhelm Maybach. Ele prometeu comprar uma remessa de 36 automóveis por 550.000 goldmarks se Maybach pudesse projetar um grande carro de corrida para ele, seguindo suas especificações. O protótipo foi concluído em dezembro de 1900 e, em 1901, teve uma série de sucessos nas corridas. Seu motor foi batizado Daimler-Mercedes.
Em 1899 casou-se com Madelaine Henriette Engler (Anaise Jellinek) e teve mais quatro filhos: Alain Didier, Guy, Rene e Andree (Maya).

## A DMG (Daimler Motoren Gesellschaft), Daimler e Maybach (1896 a 1900)

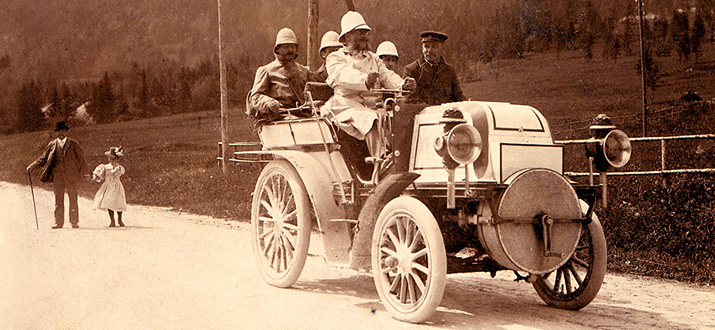
Emil Jellinek dirigindo seu
Phoenix Double-Phaeton

Vendo um anúncio de um carro DMG na revista semanal Fliegende Blätter, Jellinek, agora com 43 anos de idade, viajou para Cannstatt (perto de Stuttgart) em 1896 para saber mais sobre a empresa, sua fábrica e os designers Gottlieb Daimler e Wilhelm Maybach. Ele fez um pedido para um dos carros Daimler, que foi entregue em outubro daquele ano.
O carro, um Phoenix Double-Phaeton com motor de 8 hp, podia atingir 24 km/h (15 mph). Maybach havia projetado o motor DMG-Phoenix, que apresentava quatro cilindros pela primeira vez em um carro, em 1894, quando ficava hospedado no antigo Hermann Hotel de Stuttgart.
A DMG parecia uma empresa confiável, então Jellinek decidiu começar a vender seus carros. Em 1898 ele escreveu para a DMG solicitando mais seis carros e para se tornar um agente e distribuidor principal da DMG. Em 1899 ele vendeu 10 carros e em 1900 29 carros. Entre os fabricantes de automóveis franceses como Peugeot, Panhard & Levassor e outros fabricantes licenciados para vender veículos com motores Daimler na França, havia uma escassez de carros, e Jellinek se beneficiou por poder superar os longos tempos de espera de outros fornecedores.
Jellinek continuou contatando os designers da DMG com suas ideias, algumas boas, mas muitas vezes com discussões, como: "Seu vagão de estrume acabou de quebrar dentro do cronograma", "Seu carro é um casulo e eu quero a borboleta" ou "Seus engenheiros devem ser trancados em um manicômio ". Isso irritou Daimler, mas Maybach anotou muitas de suas sugestões.
Todos os anos em março, a Riviera Francesa celebrava uma semana de velocidade, atraindo muitos membros da alta sociedade local.
Os eventos incluíram:
- Nice-Castellane 90 km event (corrida de longa distância)
- Magagnosc event (corrida de turismo)
- Promenade des Anglais (corrida de velocidade)
- Nice-La Turbie (corrida em subidas)
- Monte Carlo (Concours d'elegance)

Em 1899 Jellinek participou com seus carros em todos eles. Como o uso de pseudônimos era comum, ele chamou sua equipe de corrida Mercedes e isso estava visivelmente escrito no chassi dos carros. Monsieur Mercedes se tornou seu apelido pessoal e ele ficou bem conhecido por esta alcunha na região.
Usando o DMG-Phoenix, Jellinek venceu facilmente todas as corridas, chegando a 35 km/h (22 mph), mas ainda não estava satisfeito com o carro.

## O Mercedes 35 hp (1900)
Em 1899 a DMG contratou alguns engenheiros, incluindo Wilhelm Bauer, Wilhelm Werner e Hermann Braun, para investigar a possibilidade de usar o Phoenix para eventos esportivos, pois naquela época o automobilismo era a melhor maneira de gerar publicidade na Europa.
Em 30 de março de 1900 Wilhelm Bauer decidiu espontaneamente entrar na corrida de montanha Nice-La Turbie, mas feriu-se fatalmente depois de bater em uma pedra na primeira curva, evitando atingir espectadores. Isso fez com que o DMG abandonasse as corridas.
No entanto, Jellinek chegou a um acordo com a DMG em 2 de abril de 1900, prometendo a grande soma de 550.000 goldmarks se Wilhelm Maybach projetasse um carro esportivo revolucionário para ele, chamado Mercedes, dos quais 36 unidades tinham que ser entregues antes de 15 de outubro. O acordo também incluiu um pedido de 36 carros DMG padrão 8 hp. Jellinek também se tornou membro do Conselho de Administração da DMG e obteve a concessão exclusiva do novo Mercedes para França, Áustria, Hungria, Bélgica e Estados Unidos. Jellinek teve alguns problemas legais sobre o uso do nome Daimler na França, com Panhard Levassor, que possuía as licenças Daimler para a França, e o uso do nome Mercedes acabou com esse problema.
Jellinek estabeleceu uma especificação estrita para o Mercedes, estabelecendo: "Não quero um carro para hoje ou amanhã, será o carro de depois de amanhã". Ele especificou muitos parâmetros novos para superar os problemas encontrados em muitas das "carruagens sem cavalos" mal projetadas da época, que as tornavam inadequadas para altas velocidades e com risco de capotamento:
- Distância entre os eixos longa e larga distância entre os pneus em um eixo para proporcionar estabilidade.
- Motor melhor localizado no chassis do carro.
- Baixo centro de gravidade.
- Sistema de ignição elétrica usando o novo sistema Bosch (em vez de um tubo aquecido a gás).

O modelo seria oficialmente chamado de Daimler-Mercedes, que o presidente da DMG aceitou prontamente, pois superou o problema do nome Daimler na França pertencer à Panhard & Levassor.
Nos meses seguintes Jellinek supervisionou o desenvolvimento do novo carro primeiro por telegramas diários e depois viajando para Stuttgart. Ele recebeu o primeiro em 22 de dezembro de 1900, na estação ferroviária de Nice - que já havia sido vendido ao barão Henri de Rothschild, que também havia pilotado carros em Nice.
Em 1901 o carro surpreendeu o mundo automobilístico. Jellinek venceu novamente as corridas de Nice, batendo facilmente seus oponentes em todas as classes de capacidade e atingindo 60 km/h (37 mph). O diretor do Automóvel Clube da França, Paul Meyan, afirmou: "Entramos na era Mercedes", um sentimento ecoado pelos jornais de todo o mundo.
Os recordes estabelecidos pelo novo Mercedes surpreenderam todo o mundo automobilístico. As vendas da DMG dispararam, enchendo sua fábrica de Stuttgart com capacidade total e consolidando seu futuro como empresa de fabricação de carros. O número de funcionários aumentou de 340 em 1900 para 2.200 em 1904. Em 1902, em 23 de junho, a empresa decidiu usar o nome Mercedes como marca registrada de toda a sua produção automotiva e registrou-o oficialmente em 26 de setembro.

## Vida após o sucesso da Mercedes (1900 a 1914)
Além de raspar os bigodes laterais, o muito feliz Emil Jellinek, em Viena em junho de 1903, aos 50 anos, mudou seu nome para Jellinek-Mercedes , comentando: "Esta é provavelmente a primeira vez que um pai leva o nome de sua filha". A partir de então ele passou a assinar E.J. Mercédès
Jellinek e seus entusiastas associados estavam distribuindo modelos DMG-Mercedes em todo o mundo, seiscentos foram vendidos em 1909, rendendo milhões para a DMG. Ele forneceu carros para todos os 150 membros do Automobile Club de Nice e também apoiou equipes de corrida em toda a Europa. Sua vida foi absorvida pelos negócios, passando muito tempo longe de casa e enviando muitos telegramas.
Com a continuação dos anos 1900 sua paixão pelo Mercedes começou a desaparecer. Ele se cansou dos pedidos especiais feitos por seus clientes aristocráticos altamente exigentes. Ele também ficou desiludido com o departamento técnico da DMG, que chamou de "aqueles burros", e construiu suas próprias grandes instalações de reparo em Nice, atrás da Villa Mercedes. Wilhelm Maybach, seu designer favorito, deixou a DMG em 1907. Ele também irritou tanto o presidente da DMG que o mesmo cancelou em 1908 permanentemente o contrato original de Jellinek.
Sua carreira diplomática continuou e ele foi Austro-Hungarian Consulate General em sucessivamente Nice (1907), México e Mônaco. Em 1909, quando em Monte Carlo, Jellinek finalmente interrompeu suas atividades comerciais para se concentrar em seu trabalho consular, mas comprou alguns cassinos na região.

## Primeira Guerra Mundial, seus últimos anos (1914 a 1918)
Pouco antes do início da guerra, em 1914, o governo austríaco cobrou a Jellinek os impostos sobre suas propriedades francesas. A família então se mudou para Semmering, Baixa Áustria. Enquanto estava sendo tratado em uma clínica em Bad Kissingen pelo médico Von Dapper, ele cedeu a mansão Baden à sua família, escrevendo: "(A Vila Baden) me perturba terrivelmente, não consigo dormir e isso é prejudicial à minha saúde!"
Quando a Áustria-Hungria entrou na guerra em 28 de julho de 1914, Jellinek e sua família pararam de falar francês fora de suas propriedades. Mais tarde naquele ano eles se mudaram para Meran (França), mas lá ele foi acusado de espionagem para a Alemanha, supostamente escondendo sabotadores em seus iates no Mediterrâneo. Ao mesmo tempo, os austríacos suspeitavam de sua esposa Anaise.
Fugindo em 1917, acabaram em Genebra, na Suíça neutra, onde Emil Jellinek foi temporariamente preso novamente. Ele ficou lá até sua morte em 21 de janeiro de 1918, aos 64 anos de idade. Todas as suas propriedades francesas foram perdidas mais tarde. Desde 1982 seus restos mortais estão perto do túmulo de Rachel, no cemitério católico de Nice.
Uma década após sua morte, em 1926, em meio à crise alemã no pós-guerra, a DMG fundiu-se com a Benz & Cie. para se tornar a empresa Daimler-Benz com seus automóveis chamados Mercedes-Benz. A Daimler-Benz comprou a Chrysler em 1998 e se tornou a DaimlerChrysler até agosto de 2007, quando a Chrysler foi vendida para a Cerberus Capital Management. A empresa agora é conhecida como Daimler AG.

## Propriedades de Jellinek
No boom global da Mercedes em 1900, Jellinek comprou várias propriedades, incluindo:
- Sala de exposições Mercedes nos Champs-Élysées, Paris.
- Grand hotels: Royal e Scribe em Nice e o Astoria, em Paris.

Suas propriedades mais importantes foram:
- A Villa Mercedes em Nice. No. 57, Promenade des Anglais.
- A Villa Mercedes II em Nice. No. 54, Promenade des Anglais. Comprada em 1902.
- Villa Jellinek-Mercedes, Wienerstrasse 39-45, em Baden (ao lado da casa da vinha original). Adquirindo-a como um lote de construção em 1891, Jellinek construiu uma grande mansão, aumentando-a progressivamente desde 1909 até ter 50 quartos, 8 banheiros e 23 toilettes. Durante a Batalha de Berlim em 1945 a vila foi destruída e restaram apenas a garagem e dois quartos. Posteriormente, o terreno foi dividido e vendido e agora é ocupado por um posto de gasolina e um prédio menor, construído em 1900.
- Château Robert. Uma imensa casa localizada entre Toulon e Nice. Oficialmente, era a residência particular de Jellinek, embora ele passasse a maior parte do tempo na Villa Mercedes de Nice.

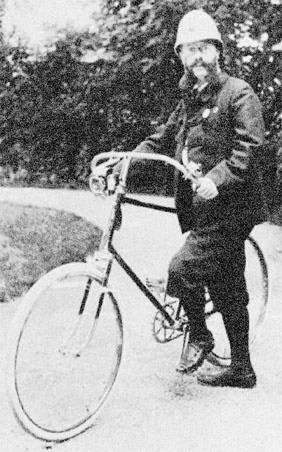
Jellinek antes de 1903